# Медицинский университет Армии Исламской Республики Иран
Медицинский университет Армии Исламской Республики Иран (перс. دانشگاه علوم پزشکی ارتش جمهوری اسلامی ایران‎) — высшее военное учебное заведение профессионального образования, для подготовки офицерских врачебных кадров медицинской службы Вооружённых сил Ирана, а также гражданских медицинских специалистов.

## Общие сведения
Образован 1 мая 1993 года указом Главнокомандующего Вооружёнными силами Исламской республики, Высшим руководителем Ирана Али Хаменеи. Расположен в городе Тегеране.

## Образовательная деятельность
По состоянию на 2016 год основной учебный процесс в университете осуществляется на 5 факультетах:
1. Военно-медицинский факультет;
2. Парамедицинский факультет;
3. Стоматологический факультет;
4. Факультет сестринского дела;
5. Факультет авиакосмической и подводной медицин.

Военный университет подготавливает специалистов по 17 профилям: медицинских сестер и братьев, хирургов, анестезиологов, специалистов по клинической лаборатории, радиологии, медицинским информационным технологиям, протезирования, скорой медицинской помощи, гигиены полости рта, неотложной медицинской помощи.